# Barilius canarensis
Barilius canarensis är en fiskart som först beskrevs av Jerdon, 1849.  Barilius canarensis ingår i släktet Barilius och familjen karpfiskar. IUCN kategoriserar arten globalt som starkt hotad. Inga underarter finns listade.

## Bildgalleri

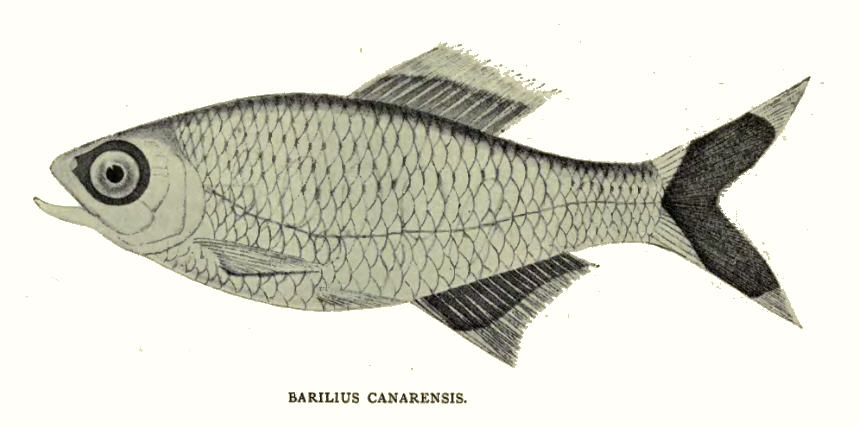